# Panchi Barrera
Gustavo Javier Barrera Castro, detto Panchi (Mercedes, 6 aprile 1985), è un cestista uruguaiano naturalizzato spagnolo.

## Carriera
Con l'Uruguay ha disputato due edizioni dei Campionati americani (2009, 2011).